# Pulau Kalangbau
Pulau Kalangbau är en ö i Indonesien.   Den ligger i provinsen Bangka-Belitung, i den västra delen av landet, 400 km norr om huvudstaden Jakarta. Arean är 0,68 kvadratkilometer.
Terrängen på Pulau Kalangbau är platt. Öns högsta punkt är 40 meter över havet. Den sträcker sig 1,0 kilometer i nord-sydlig riktning, och 1,1 kilometer i öst-västlig riktning.